# Patrick Chabal
Patrick Chabal (Taroudant, 29 aprile 1951 – 16 gennaio 2014) è stato uno storico e africanista britannico.

## Biografia
Dopo gli studi presso l'Università di Harvard e la Columbia University, Chabal ha conseguito il PhD (Dottorato di ricerca) presso l'Università di Cambridge in Scienza politica nel 1980, dopodiché è stato ricercatore e docente di storia presso la University of East Anglia (Anglia orientale) prima di trasferirsi al King's College London, dove in seguito divenne professore e presidente del dipartimento di storia e politica africana.
Il suo ambito di ricerca si è esteso dalla ricerca sulla letteratura e la storia delle (ex) colonie africane portoghesi all'Africa nel suo insieme e all'interazione tra i paesi occidentali e il Terzo mondo. È stato co-fondatore e presidente dell'Africa-Europe Group for Interdisciplinary Studies (AEGIS, Gruppo Africa-Europa per gli studi interdisciplinari).

## Pubblicazioni
Tra altre:
- Amílcar Cabral. Revolutionary leadership and people's war. Cambridge: Cambridge UP, 1983.
- Power in Africa. An essay in political interpretation, 1992.
- The Postcolonial literature of lusophone Africa, Illinois, Northwestern University Press, 1996.
- assieme a Jean-Pascal Daloz: Africa works: disorder as political instrument, Oxford, Currey, 1999.
- A History of postcolonial lusophone Africa, London: Hurst and Company, 2002.
- assieme a Ulf Engel and Anna-Maria Gentili (eds): Is violence inevitable in Africa? Theories of conflict and approaches to conflict prevention, Leiden: Brill 2005
- assieme a Jean-Pascal Daloz: Culture troubles: politics and the interpretation of meaning, London: Hurst, 2006.
- assieme a Ulf Engel e Leo de Haan (eds): African alternatives, 2007.
- Angola, the weight of history, 2007.
- Africa: the politics of suffering and smiling, 2009.
  - assieme a Carbone A. L. (traduttore): Africa : la politica del soffrire e sorridere, Duepunti, Palermo, 2011. Storia dell'Africa dal 1900 al 2000.[6]
- The end of conceit: Western rationality after postcolonialism, 2012.
- assieme a Toby Green: Guinea-Bissau - Micro-State to 'Narco-State', London: Hurst, 2016.